# Cavallo arabo grigio pomellato
Il Cavallo arabo grigio pomellato (Cheval arabe gris-blanc) è un dipinto a olio su tela del pittore francese Théodore Géricault, dipinto nel 1812 e conservato al museo delle belle arti di Rouen. Ritrae un cavallo arabo visto di profilo, girato verso sinistra.

## Storia e descrizione
La tela venne acquistata per 600 franchi dal signor Reiset e rivenduta per lo stesso prezzo al museo delle belle arti ruenese. Questo quadro è uno studio a olio che ritrae un cavallo visto di profilo, con la testa (dipinta leggermente di scorcio) girata verso sinistra, dipinto con molto vigore e ben illuminato, che si staglia su uno sfondo che consiste in un muro scuro molto dettagliato nella parte sinistra della tela e che scompare nel buio nella parte destra. Géricault dipinse molti cavalli in vita sua, e in questo caso scelse una scena semplice, dipingendo l'animale non sul campo di battaglia, bensì nella sua stalla.